# International Journal of Geometric Methods in Modern Physics
International Journal of Geometric Methods in Modern Physics is een internationaal, aan collegiale toetsing onderworpen wetenschappelijk tijdschrift op het gebied van de mathematische fysica.
De naam wordt in literatuurverwijzingen meestal afgekort tot Int. J. Geomet. Meth. Mod. Phys.
Het wordt uitgegeven door World Scientific en verschijnt 8 keer per jaar.
Het eerste nummer verscheen in 2004.